# Città sub-provinciale
La città sub-provinciale (副省级行政区S, fùshĕngjí xíngzhèngqūP) è una suddivisione amministrativa della Repubblica Popolare Cinese.
Come le città-prefettura, sono situate a un livello immediatamente al di sotto della provincia o alla regione autonoma. Il sindaco, tuttavia, ha maggiori poteri, poiché il suo status è pari a quello di un vice governatore di provincia.
In Cina esistono 15 città sub-provinciali:  Changchun, Chengdu, Dalian, Hangzhou, Harbin, Jinan, Nanchino, Ningbo, Qingdao, Shenyang, Shenzhen, Wuhan, Xiamen, Xi'an e Canton.